# Estimada, he engrandit el nen
Estimada, he engrandit el nen (títol original: Honey I Blew Up the Kid) és una pel·lícula estatunidenca dirigida per Randal Kleiser, estrenada el 1992. Ha estat doblada al català.

## Argument
Wayne Szalinski, l'inventor estrafolari que havia encongit els seus fills, ha fet ara el contrari amb el seu fill de 2 anys, Adam, que ha transformat en un gegant de 40 metres. Wayne ha de reparar el seu error, però com controlar un bebè de 2 anys quan és 25 vegades més gran que un mateix? Wayne ho arreglarà, no cal patir!

## Repartiment
- Rick Moranis: Wayne Szalinski
- Marcia Strassman: Diane Szalinski
- Robert Oliveri: Nick Szalinski
- Daniel Shalikar: Adam Szalinski
- Joshua Shalikar: Adam Szalinski
- Lloyd Bridges: Clifford Sterling
- John Shea: Dr. Charles Hendrickson
- Keri Russell: Mandy Park
- Ron Canadà: Marshall Brooks
- Amy O'Neill: Amy Szalinski

## Al voltant de la pel·lícula
- Continuació de Honey, I Shrunk the Kids (1989).
- Crítica: "Repeteix cadascun dels defectes de la seva antecessora. Intranscendent."[3]